# Empezar desde cero
Empezar desde cero è il quinto album in studio del gruppo musicale pop messicano RBD, pubblicato nel 2007.

## Tracce
1. Empezar desde cero (Ávila) – 3:16
2. Y no puedo olvidarte (Carlos Lara) – 3:56
3. Inalcanzable (Carlos Lara) – 4:14
4. No digas nada (Ávila, Ángel Reyero) – 3:20
5. El mundo detrás (Sonia Molina, Dany Tomas) – 3:50
6. Hoy que te vas (Ávila, Reyero) – 3:09
7. Llueve en mi corazón (Mauricio Arriaga, J. Eduardo Murguía) – 3:19
8. Fui la niña (Ávila, Mika Black, Minchkin Boyzo, Mads B. B. Krog) – 3:29
9. A la orilla (Carlos Lara, Pedro Damián) – 4:40
10. Amor fugaz (Michael Garvin, Carlos Lara, Winston Sela, Anthony Smith) – 3:40
11. Sueles volver (Güido Laris, Charly Rey, Christopher Uckermann) – 3:29
12. Si no estás aquí (Alfonso Herrera, Laris) – 3:26
13. Extraña sensación (Kay Hanley, Carlos Lara, Jonathan Mead) – 4:20

## Formazione
- Anahí
- Dulce María
- Alfonso Herrera
- Maite Perroni
- Christian Chávez
- Christopher Uckermann